# Canoparmelia corrugativa
Canoparmelia corrugativa är en lavart som först beskrevs av Kurok. & Filson, och fick sitt nu gällande namn av Elix & Hale. Canoparmelia corrugativa ingår i släktet Canoparmelia och familjen Parmeliaceae.   Inga underarter finns listade i Catalogue of Life.